# La Caldera
La Caldera ist die Hauptstadt des gleichnamigen Departamentos La Caldera in der Provinz Salta im Nordwesten Argentiniens. Sie liegt 25 Kilometer nördlich der Provinzhauptstadt Salta und ist über die Ruta Nacional 9 zu erreichen. In der Klassifizierung der Gemeinden der Provinz gehört sie mit 2261 Einwohnern zu den Gemeinden der zweiten Kategorie.

## Geschichte
Der Ort liegt am Camino del Alto Peru, einer im 16. bis 19. Jahrhundert wichtigen Handelsverbindung zwischen Buenos Aires und Lima.

## Kultur
Wahrzeichen des Orts ist der am 26. Oktober 1969 eingeweihte, vom tucumanischen Künstler Juan Carlos Iramain errichtete Cristo Redentor. Die 26 Meter hohe Statue befindet sich am Rande des Orts auf einem bewaldeten Hügel.

## Tourismus
Mit seiner im 17. Jahrhundert erbauten Jesuiten-Kapelle, den Kolonialhäusern und der Ruhe durch ihre Lage abseits der Ruta Nacional 9 ist der Ort ein beliebtes Ziel für Grillausflüge am Wochenende. Neben der Cristo-Statue gehört vor allem der fünf Kilometer entfernte Staudamm Campo Alegre zu den Ausflugszielen.